# IFA S4000-1
IFA S4000-1 byl nákladní automobil střední tonáže, vyráběný v NDR v podniku Kraftfahrzeugwerk „Ernst Grube“ v saském městě Werdau. První série byla vyrobena v letech 1958 a 1959 pod označením S4000 v bývalé automobilce Horch ve Zwickau.

## Historie vzniku
V roce 1958 nahradil typ S4000 ve Zwickau ve výrobě předcházející typ H3A. S minimálními změnami zevnějšku byla hlavní předností nového typu nosnost zvýšena na čtyři tuny. Rozvor byl prodloužen o 300 mm. Bylo posíleno odpružení, nápravy i rám. Vůz byl vyráběn také jako tahač se zkráceným rozvorem. Ve stejném roce se dostalo do sériové výroby provedení S4000-1 s dalšími vylepšeními. Výkon motoru vzrostl z 59 na 66 kW. Současně dostal vůz novou synchronizovanou převodovku, tlakovzdušné brzdy a kabinu řidiče uloženou na pryžových blocích. Krátkou dobu se vyráběla obě provedení souběžně, ale už v roce 1959, po vyrobení asi dvou tisíc kusů, výroba verze S4000 skončila. 
Také produkce S4000-1 ve Zwickau brzy skončila, aby uvolnila výrobní kapacity produkci osobních vozů. Nadále byly vozy řady S4000-1 vyráběny v továrně ve Werdau, kde byla ukončena výroba těžších nákladních automobilů IFA H6. Pro nedostatek investičních prostředků bylo možné existující výrobní kapacity jen nově přerozdělit, nové provozy nevznikaly. Výroba souběžně produkovaného typu IFA G5 měla být ve Werdau také zastavena. Na nátlak armády NDR (NVA – Nationale Volksarmee) ale výroba vozů G5 probíhala souběžně s S4000-1 ještě do roku 1965. V roce 1967 konečně skončila ve Werdau výroba typu S4000-1 po celkové produkci 21 tisíc exemplářů. Vozidla byla exportována do Polska, Bulharska, Vietnamu a na Kubu.

## Konstrukční modifikace
- S4000-1 valník (také s plachtou)
- S4000-1 R valník s volantem vpravo
- S4000-1 SW9 valník s 900mm bočnicemi a plachtou
- S4000-1 LB800 valník se zvedací plošinou o nosnosti 800 kg
- S4000-1 S návěsový tahač
- S4000-1 Z tahač přívěsů
- S4000-1 SW 2a skříňový automobil
- S4000-1 SW 2b sanitka
- S4000-1 K SW 3d vozidlo pro svoz odpadu
- S4000-1 SW 5/6/7/8 hasičské automobily
- S4000-1 SW 5b hasičský hadicový vůz s výsuvným žebříkem
- S4000-1 K SW 7d třístranný sklápěč
- S4000-1 RK třístranný sklápěč s volantem vpravo
- S4000-1 T SW 7 nízkorámový podvozek s hasičskou nástavbou
- S4000-1 T SW 11 nízkorámový podvozek s nástavbou pro transport dobytka

## Galerie

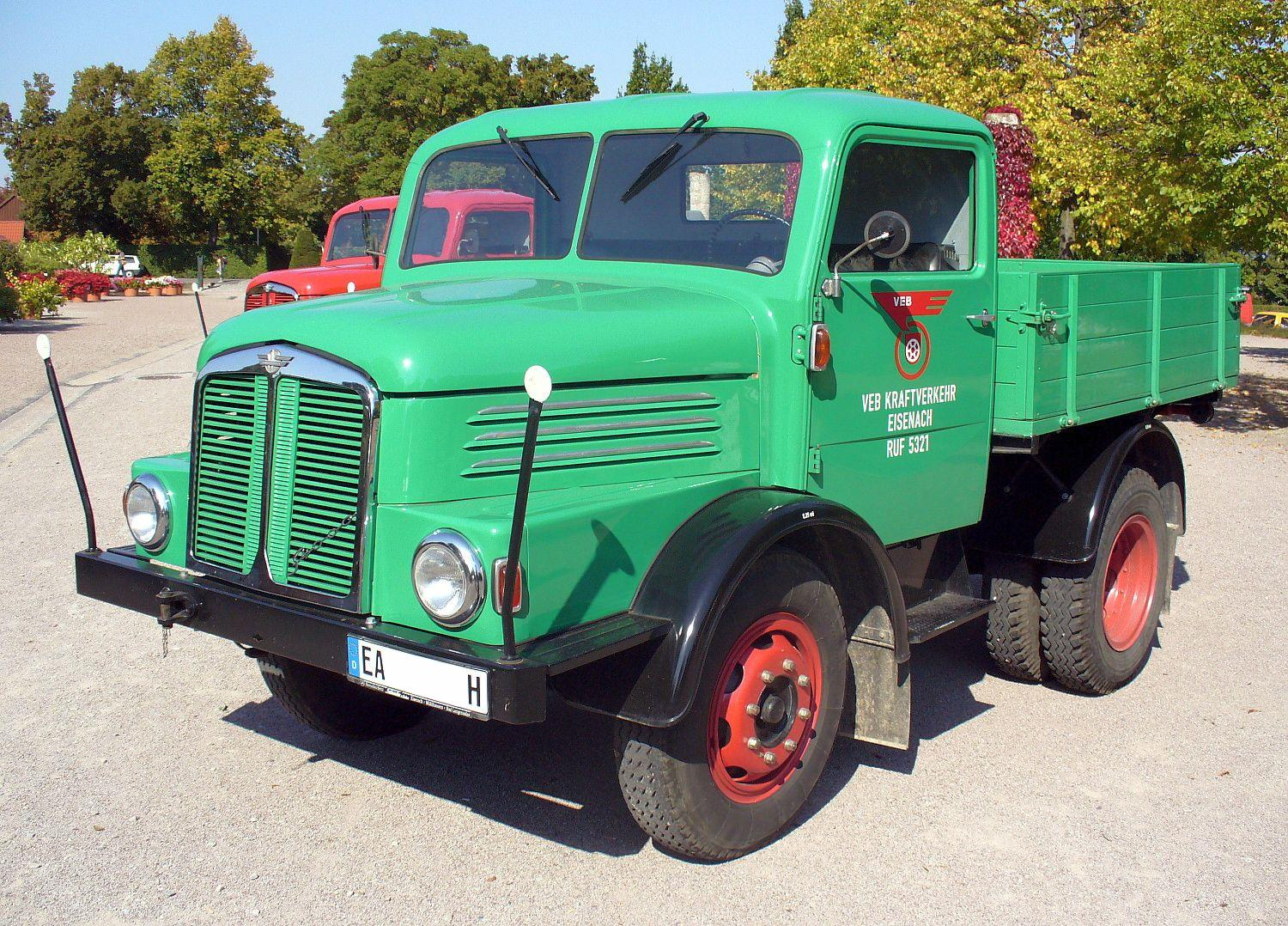
Tahač přívěsů IFA S4000-1 Z
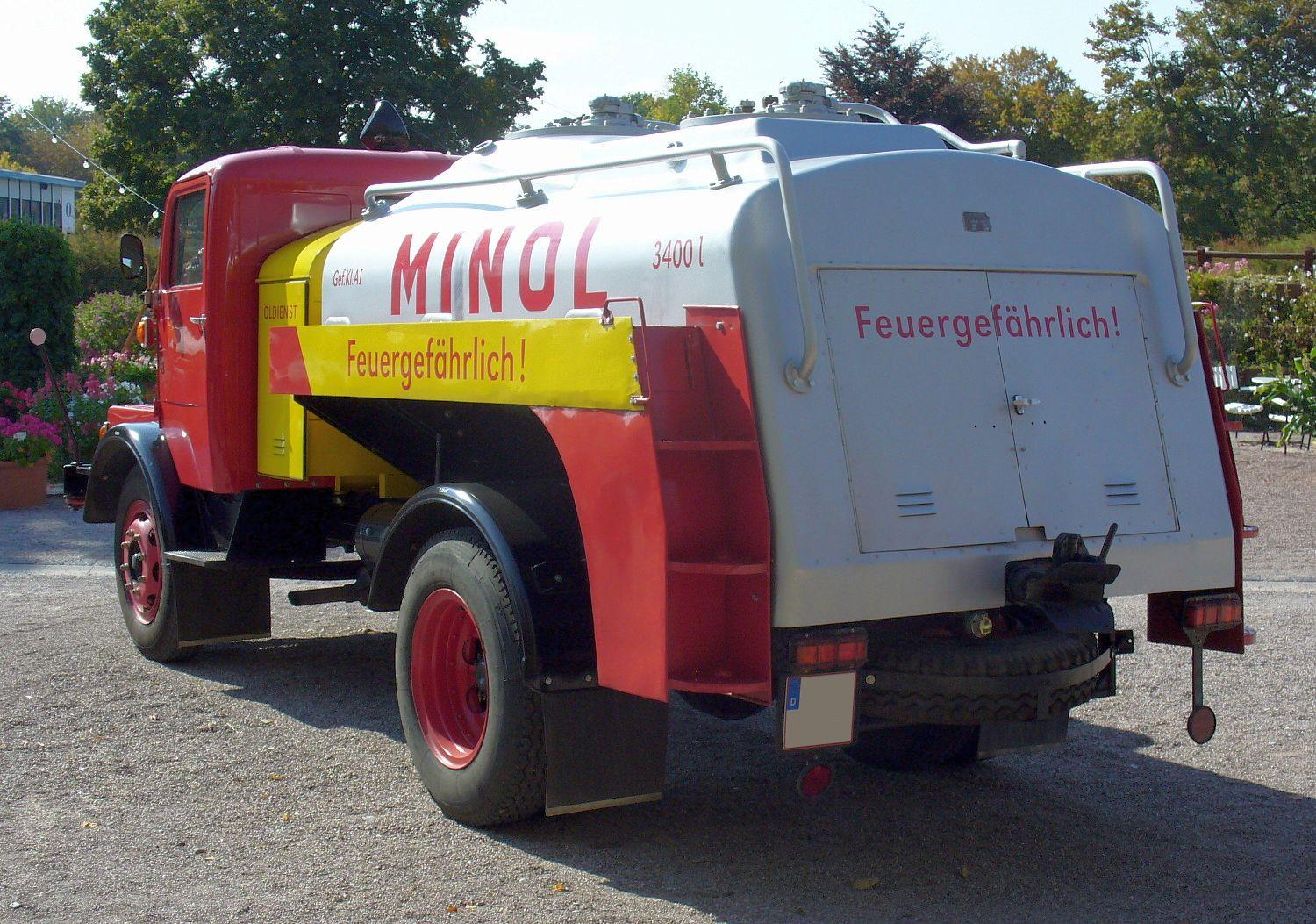
IFA S4000-1 jako cisterna pro přepravu pohonných látek
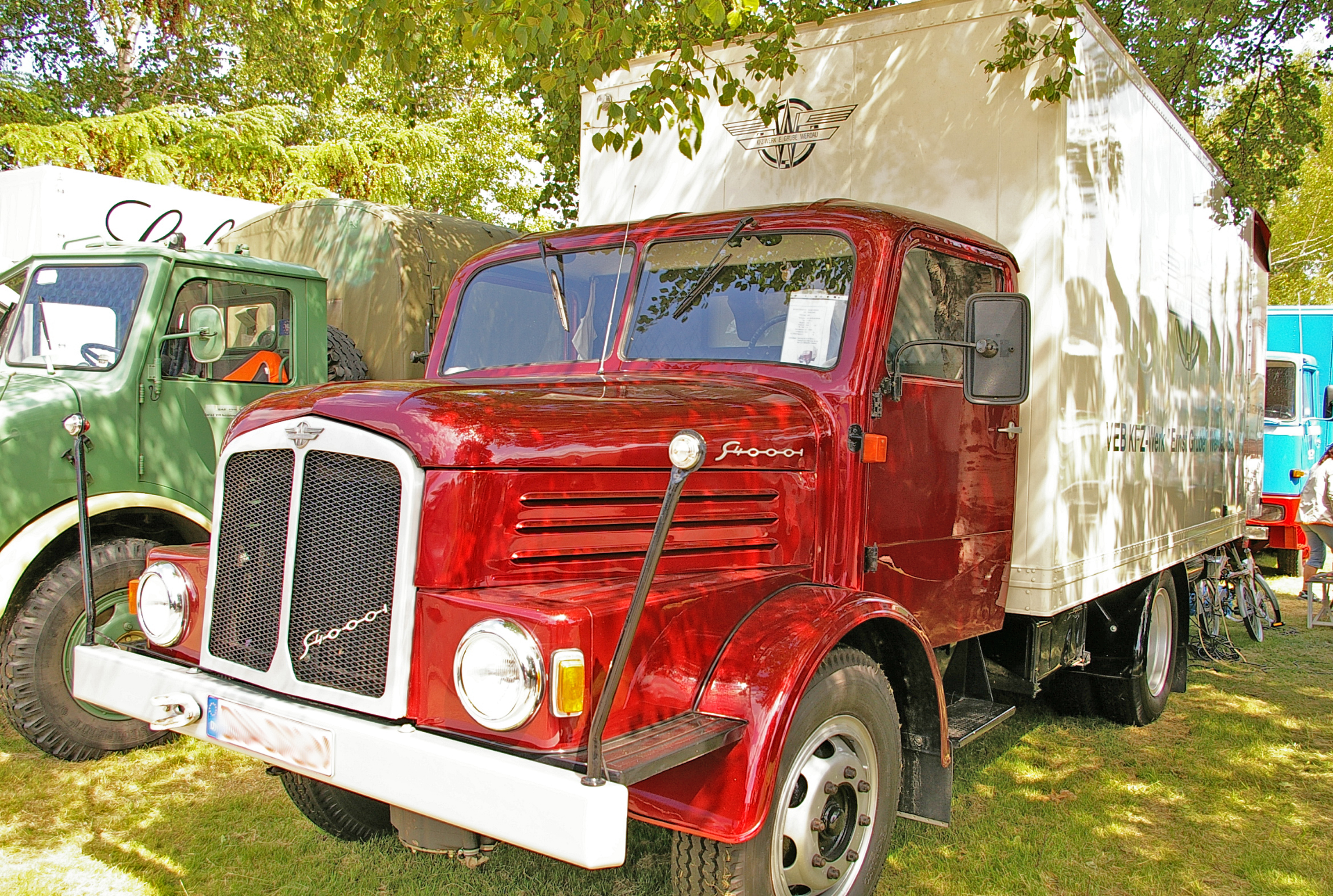
IFA S4000-1 se skříňovou nástavbou
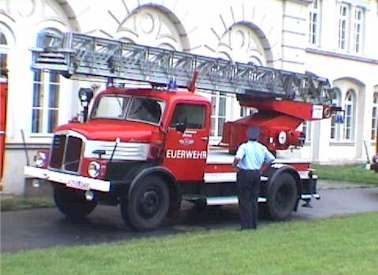
Výsuvný žebřík IFA S4000-1